# 佛岩脑石佛龛
佛岩脑石佛龛，位于中国河北省邯郸市木井村，为邯郸市涉县的一个省级文物保护单位，类型为摩崖造像，公布时间为1993年7月15日。
佛岩脑石佛龛的历史年代为宋代。